# Рішельєвська гімназія
Рішельєвська гімназія (Перша чоловіча гімназія) — середній навчальний заклад в Одесі, утворений в 1863 році.

## Історія
Утворений в 1817 році, Рішельєвський ліцей за загальним статутом освітнього навчання від 1828 року був розділений на 11 класів; до 1831 року відбувся поділ ліцею на 7 гімназійних (включаючи 1-й підготовчий) класів і 4 ліцейних класів. За Статутом ліцею від 29 травня 1837 року зв'язок ліцейних та гімназійних класів залишився тільки в частині управління їх одними і тими ж особами, розміщення їх приміщення в одній будівлі і спільне фінансування. Ліцейні класи фактично стали окремим навчальним закладом, за складом і правилами вельми близьким до університетів, а гімназичні класи продовжили діяти на підставі статуту від 8 грудня 1828 року; в ліцейних класах викладали професори, а в гімназійних — вчителі. У гімназійних класах пропонувалося вивчати дві іноземні мови з шести (у числі яких були новогрецька та італійська), причому обов'язковим була французька мова. Кількість учнів з кожним роком зростала. Спочатку, в 1839 році, були відкриті паралельні відділення при 2, 3, 4 і 5 класах. У 1847 році кількість учнів ліцейних гімназії досягло 684 осіб. У 1848 році в Одесі була відкрита 2-а гімназія, куди були переведені всі нові учні. Пансіонери і полупансіонери були залишені в ліцейній гімназії, яка стала називатися 1-ю гімназією, проте залишалася в структурі Рішельєвського ліцею. В результаті, в 1-й гімназії виявилося 146 осіб, а у 2-й — 474.
У 1863 році 1-а Одеська гімназія з пансіоном була відділена від ліцею і отримала назву Рішельєвська гімназія, в пам'ять про пожертви колишнього одеського градоначальника дюка де Рішельє на користь освіти. Для розміщення гімназії з пансіоном до 1866 року був найнятий окремий будинок графині Стенбок-Фермор, на розі Єлисаветинської і Торгової вулиць. Навчання почалося 16 серпня 1863 року і перші два роки істотних змін у навчально-виховній частині не сталося. З серпня 1865 року гімназія стала працювати за новим Статутом, за яким вона стала класичною: в основу освіти була покладена математика і стародавні класичні мови (латинська та грецька); обов'язковим залишено вивчення нових мов — французької та німецької. У 1865 році за нестачі коштів був закритий пансіон, внаслідок чого гімназія стала відкритим закладом, та кількість учнів у ній дуже швидко збільшилася. Це поліпшило фінансовий стан і в 1870 році пансіон був знову відкритий. У цьому ж році була заснована посада почесного попечителя, яким був обраний граф М. М. Толстой.

## Директори
У 1863 році першим виконуючим обов'язки директора був призначений інспектор ліцею Микола Іванович Білий, якого в тому ж році змінив Йосип Григорович Шершеневич (викладач стародавніх мов).
У 1864 році директором гімназії був призначений Володимир Микитович Даль, який з 1 серпня 1865 року був зарахований до Державного контролю і на посаді директора став виконувати обов'язки колезький асесор Віктор Ісаєвич Стратонов. Затверджений на посаді, він керував гімназією до 1870 року. При ньому, в 1866 році, гімназія переїхала в нову будівлю: взята в оренду у І. І. Фундуклея двоповерхова будівля хлібного магазину на розі Торгової і вулиць Садової була перебудовано під потреби гімназії.
З 1870 року і до затвердження нового директора гімназією керував окружний інспектор М. Т. Пятин. З 1871 року директором був призначений Микола Карлович Геек; з 4 серпня 1873 року — Микола Миколайович Порунов; з 7 жовтня 1875 року — Степан Степанович Сабінін, який помер 21 вересня 1877 року.
З 1 січня 1878 року гімназія знаходилася під енергійним управлінням нового директора, Костянтина Андрійовича П'ятницького.

## Викладачі
- Шершенєвич Йосип Григорович — стародавні мови
- П'ятницький Костянтин Андрійович — стародавні мови
- Білицький Карл Якович — стародавні та німецька мови
- Опацький Станіслав Флоріанович — стародавні мови
- Сабінін Степан Степанович — стародавні мови
- Ленц, Микола Іванович — російська мова і словесність
- Кочубинський Олександр Олександрович — російська мова і словесність
- Кононович Олександр Костянтинович — математика і фізика
- Стратонов Віктор Ісаєвич — історія та географія
- Порунов Микола Миколайович — історія та географія
- Турчаковський Климент Іванович — історія та географія
- Кощуг Іван Федорович — природничі науки
- Шапеллон Август Альфонсович — французька мова

## Випускники
1865
- Скадовський Микола Львович

1867
- Кононович Олександр Костянтинович

1870
- Теллалов Петро Абрамович

1871
- Гарін-Михайловський Микола Георгійович

1875
- Бардах Яків Юлійович
- Врубель Михайло Олександрович (золота медаль)

1879
- Мануйлов Олександр Аполлонович (срібна медаль)

1880
- Зелінський Микола Дмитрович

1883
- Гуковський Олександр Ісаєвич
- Гурко Василь Иосипович

1884
- Заболотний Данило Кирилович

1886
- Білинський Олександр Костянтинович

1890
- Айхенвальд Юлій Ісайович

1891
- Левицький Дмитро Гаврилович

1892
- Буницький Євген Леонідович

1896
- Латрі Михайло Пелопідович

1897
- Воробйов Володимир Петрович

1899
- Лебединцев Всеволод Володимирович
- Ріхтер Володимир Миколайович
- Тіктін Георгій Ісаакович

1904
- Гроссман Леонід Петрович (срібна медаль)

1907
- Гулий-Гуленко Андрій Олексійович
- Мюллер Володимир Миколайович

1908
- Рубінштейн Сергій Леонідович (золота медаль)

1909
- Туркул Антон Васильович

1916
- Рубінштейн Микола Леонідович (золота медаль)

1917
- Олеша Юрій Карлович